# Lynge Kirke (Allerød Kommune)
 For alternative betydninger, se Lynge Kirke. (Se også artikler, som begynder med Lynge Kirke)
Bygningen af den nuværende Lynge Kirke er påbegyndt i 1100-tallet, hvor kirkeskibet, der er i romansk stil, opførtes af kampesten. Det var oprindeligt hvælvet, men hvælvingerne blev nedrevet i 1789 og erstattet af et bjælkeloft. I det 13. århundrede blev skibet forlænget i den vestlige ende. Kirketårnet var oprindeligt opført i bindingsværk, som efterhånden forfaldt, og det nuværende tårn blev bygget i 1723.
Kirkens tilbygninger er opført i munkesten og i gotisk stil. Koret og sakristiet er tilføjet i perioden 1375-1450, og i 1500-tallet er våbenhuset kommet til.
Kalkmaleren isefjordsmesteren malede omkring 1480 adskillige kalkmalerier i kirken. En del af dem forsvandt dog, da bjælkeloftet blev lavet, men i korhvælvingen og korbuen findes de endnu. De blev restaureret i 1904-1906. Andre billeder, f.eks et stort dommedagsbillede i samme stil, som samme maler har udført i Over Dråby Kirke i Hornsherred, var for medtagne til at blive restaureret og er derfor blevet overkalket igen.
Der har muligvis før opførelsen af stenkirken ligget en trækirke på kirkebakken.
Christian V. Rasmussen, far til Grønlandsforskeren Knud Rasmussen, var sognepræst i Lynge Kirke 1896-1918

## Eksterne kilder og henvisninger
- Lynge Kirke Arkiveret 31. januar 2011 hos  Wayback Machine hos nordenskirker.dk
- Lynge Kirke hos KortTilKirken.dk
- Lynge Kirke hos danmarkskirker.natmus.dk (Danmarks Kirker, Nationalmuseet)
- Vejnavne i Allerød – LAFAK Arkiveret 10. september 2013 hos  Wayback Machine hos Lokalhistorisk Arkiv og Forening i Allerød Kommune